# Camponotus sphenoidalis
Camponotus sphenoidalis är en myrart som beskrevs av Mayr 1870. Camponotus sphenoidalis ingår i släktet hästmyror, och familjen myror. Inga underarter finns listade.